# 门河镇
门河镇是中华人民共和国江苏省连云港市赣榆区一个已撤销的镇，位于县城西15公里处。
截至2007年，总面积51平方千米，辖17个行政村，11126户，35521人，耕地面积0.33万公顷。2013年1月31日，江苏省人民政府批复同意撤销门河镇，将其所辖行政区域划归城头镇。

## 经济
2007年，实现地区生产总值2.17亿元，全社会固定资产投人2.29亿元，实现财政一般预算收人496万元，工业人库税收365万元。

## 行政区划
以下详细区划及数据采用2007年底统计信息。
2007年底，面积51平方千米，辖17个行政村。

### 新河村
由原左湾村、张望河村合并而成。有7个村民小组，591户，2341口人，耕地面积235.92公顷，工农业总产值5869万元，农民人均收人5572元。

### 翠竹村
由原陈庄村、柳沟村合并而成。有7个村民小组，科2户，1992口人，耕地面积137.80公顷，工农业总产值5007万元，农民人均收人5492元。有220多户从事粮食加工和猪、牛、羊屠宰，兴建于该村的银杏翠竹园是重要的农业观光园之一。

### 兴河村
由原河东村、小宋庄村合并而成。有5个村民小组，482户，1935口人，耕地面积105.32公顷，工农业总产值5981万元，农民人均收人5446元。第二、第三产业发达，年收人达到4003万元。

### 玉河村
由原河西村、尚门河村合并而成。有9个村民小组，675户，2703口人，耕地面积178.69公顷，工农业总产值7041万元，农民人均收人5685元。村民主要从事建筑业，私营经济60户，兴办企业8家。

### 富河村
由原三庙村、旺河头村合并而成。有6个村民小组，568户，2056口人，耕地面积212.91公顷，工农业总产值5781万元，农民人均收人5242元。村民大多从事柳编、芦编制造，拥有丰源柳编厂。

### 旺河村
由原相李村、包门河村合并而成。有8个村民小组，510户，1915口人，耕地面积196.50公顷，工农业总产值5825万元，农民人均收人5236元。林果业发达，生猪年内出栏586头，有41户个体企业，14家私营企业。

### 样河村
由原刘门河村、官庄村合并而成。有7个村民小组，618户，2180口人，耕地面积210.91公顷，工农业总产值5687万元，农民人均收人5128元。有39户个体企业，13家私营企业，拥有万亩药材种植基地。

### 杨门河村
有4个村民小组，483户，1741口人，耕地面积135.80公顷，工农业总产值5565万元，农民人均收4210元，37户个体工商业，私营企业12个。经纪人、买卖人较多。
每5天有一個集市，從事交易買賣，種植產品有：草莓，蘆筍，芍藥，葡萄，桑樹等

### 河洼村
有4个村民小组，294户，1002口人，耕地面积108.25公顷，工农业总产值3021万元，农民人均收人51.27元。有25户个体企业，私营企业11家。

### 苘湖村
由原东苘湖村、西苘湖村合并而成。有7个村民小组，556户，2050口人，耕地面积220.31公顷，工农业总产值5218万元，农民人均收人5102元。

### 埝水房村
有6个村民小组，462户，1863口人，耕地面积180.29公顷，工农业总产值4984万元，农民人均收人5023元。

### 银河村
由原李瓦沟村、陆瓦沟村合并而成。有6个村民小组，503户，1845口人，耕地面积230.18公顷，工农业总产值5570万元，农民人均收人5198元。

### 金河村
由原彭瓦沟村、赵圩村合并而成。有4个村民小组，416户，1689口人，耕地面积180.42公顷，工农业总产值4355万元，农民人均收人3960元。有种植、养殖专业户100多户。

### 大瓦沟村
有4个村民小组，363户，1542口人，耕地面积171.巧公顷，工农业总产值3985万元，农民人均收5521元。

### 曹瓦沟村
有3个村民小组，293户，1005口人，耕地面积112.99公顷，工农业总产值3821万元，农民人均收5120元。

### 润河村
由原季瓦沟村、朱岔汪村合并而成。有6个村民小组，533户，2048口人，耕地面积192.76公顷，工农业总产值5532万元，农民人均收人5102元。

### 仙墩村
由原三里墩村、董湾村合并而成。有6个村民小组，448户，1735口人，耕地面积184.09公顷，工农业总产值4620万元，农民人均收人5109元。有大型服装厂1家。

## 企业
- 连云港富华工艺品有限公司
- 连云港市宇通机械制造有限公司
- 连云港市绿品银杏实业有限公司
- 连云港市惠特食品有限公司
- 连云港市三佳服装有限公司
- 连云港市德械服装有限公司
- 连云港丰源工艺品有限公司
- 连云港通港铸造有限公司
- 赣榆县苘湖塑业有限公司